# Circuito dos Cristais
O Circuito dos Cristais é um autódromo localizado na cidade brasileira de Curvelo, no estado de Minas Gerais.
Localizado a 150km da capital Belo Horizonte, o autódromo foi construído de acordo com as normas da Federação Internacional de Motociclismo (FIM) e da Federação Internacional de Automobilismo (FIA).
Sediando eventos da Stock Car Brasil desde a temporada de 2016, ano de sua inauguração, o Circuito dos Cristais também sedia o GP Gerais - Campeonato Mineiro de Motovelocidade além de etapas de motocross e cross country.  A Fórmula Truck chegou a negociar uma etapa na pista no mesmo ano, no entanto a competição acabou sendo transferida para Londrina, pois o autódromo ainda não estava pronto para receber os caminhões da categoria. Em setembro de 2018, o autódromo começou a sediar o Campeonato Mineiro de Automobilismo.

## Circuito
O traçado principal tem 4.420 metros de extensão, 18 curvas e desnível de 30 metros, que garantem esportividade adicional às competições. São 18 postos de sinalização e infra-estrutura para 30 boxes. Um circuito moderno, de média velocidade, dentro dos mais rigorosos critérios para homologação das Federações Nacionais e Internacionais de Automobilismo e Motociclismo. É o segundo maior do Brasil em tamanho de pista. Maior que ele há apenas o Autódromo Internacional Nelson Piquet em Brasília. Enquanto o Nelson Piquet estiver inoperante, o Circuito dos Cristais fica como maior do Brasil em atividade.

## Complexo
Com uma área de 4 milhões de metros quadrados, o Circuito dos Cristais é um empreendimento único na América Latina e traz para o Brasil o conceito de Race, Resort & Residence. Mais que um autódromo, o complexo conta com uma grande área verde, várias opções de esportes a motor, incluindo esportes off-road, condomínio clube residencial fechado, áreas comerciais e infraestrutura de turismo e lazer de alto padrão.